# Ben Gunn
Ben Gunn właśc. Benjamin Matthews) –  brytyjski gitarzysta rockowy, znany ze współpracy z zespołem The Sisters of Mercy w latach 1981 do 1983, który uczestniczył w nagraniu kilku wczesnych singli zespołu.
Pod koniec roku 1983, już po sporym sukcesie singla „Temple of Love”, opuścił zespół w atmosferze rozgoryczenia. Gunn stwierdził, że nie zgadza się z kierunkiem muzycznym obranym przez zespół a wyznaczonym przez lidera Andrew Eldritcha. Według niego zespół nie grał prawdziwego rock’n’rolla. Oprócz tego Gunn był pierwszą ofiarą konfliktu personalnego z Andrew Eldritchem.

## Dyskografia

### Single z zespołem The Sisters of Mercy
| Rok  | Tytuł                  | Format  | Album                                        |
| 1982 | „Body Electric”        | 7”      | wydane także na Some Girls Wander by Mistake |
| 1982 | „Alice”                | 7”      | wydane także na Some Girls Wander by Mistake |
| 1983 | „Anaconda”             | 7”      | wydane także na Some Girls Wander by Mistake |
| 1983 | „Alice”                | 12"     | wydane także na Some Girls Wander by Mistake |
| 1983 | „The Reptile House EP” | 12"     | wydane także na Some Girls Wander by Mistake |
| 1983 | „Temple of Love”       | 7”, 12" | wydane także na Some Girls Wander by Mistake |